# La miseria de la filosofía
La miseria de la filosofía (también conocido: Miseria de la filosofía: Respuesta a Filosofía de la miseria del señor Proudhon; del original francés: Misère de la philosophie. Réponse à la philosophie de la misère de M. Proudhon) es un polémico libro de Karl Marx publicado en París y Bruselas en 1847, donde vivió en el exilio desde 1843 hasta 1849. Fue escrito originalmente en francés como una crítica de los argumentos económicos y filosóficos expuestos por el anarquista francés Pierre-Joseph Proudhon en su libro Sistema de las contradicciones económicas o Filosofía de la miseria. Aunque en su título aparece la palabra "filosofía", esencialmente un libro es que trata el tema de la crítica de la economía política. En él, Marx critica el análisis económico de Proudhon como idealista al considerar los conceptos o categorías económicas como "leyes eternas" en lugar de ser producto de las relaciones de producción. Según Marx, hay que salir de la filosofía para analizar el mundo en la nueva perspectiva de la economía política, basada en el deseo de cambiar la sociedad. La filosofía debe ser el arma intelectual del proletariado. 

## Trasfondo

### Las ideas de Proudhon

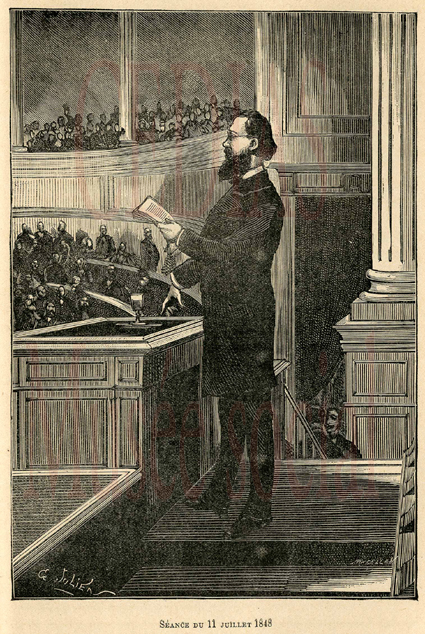
Pierre-Joseph Proudhon en la Asamblea Nacional en 1848.

Pierre-Joseph Proudhon (1809-1865) fue un teórico anarquista francés que escribió extensamente sobre la relación entre el individuo y el Estado. Proudhon creía en una sociedad ordenada, pero sostenía que el Estado representaba una concentración ilegítima de la violencia oficial que socavaba cualquier esfuerzo por construir una sociedad justa. Proudhon rechazó toda acción política como forma de colaboración de clases, pero argumentó en cambio que la clase obrera podía lograr su salvación sólo a través de la acción económica; se propugnaba la abstención de la política con miras a la erradicación definitiva del Estado existente y de su aparato político.
Proudhon creía que el futuro sin Estado no estaba predestinado por las leyes de hierro de la historia, sino que debía ser la creación consciente de una población que había sido despertada moralmente. Se creía que esta moralidad necesaria, basada en la honestidad, la decencia, el respeto por uno mismo y la responsabilidad individual, era una parte inherente de la clase trabajadora, algo que debía desarrollarse y enfatizarse.
Por el contrario, los industriales, los hombres de negocios y quienes les sirven eran considerados incapaces de desarrollar esta moralidad debido a la naturaleza de su actividad económica y política cotidiana. Se creía que el acto de trabajo en sí mismo era socialmente ennoblecedor, mientras que el acto de explotación económica respaldado por la fuerza política se consideraba inherentemente corruptor. Por lo tanto, Proudhon declaró enfáticamente a favor de un separatismo estricto entre la clase obrera y todas las demás.

### Karl Marx en el exilio

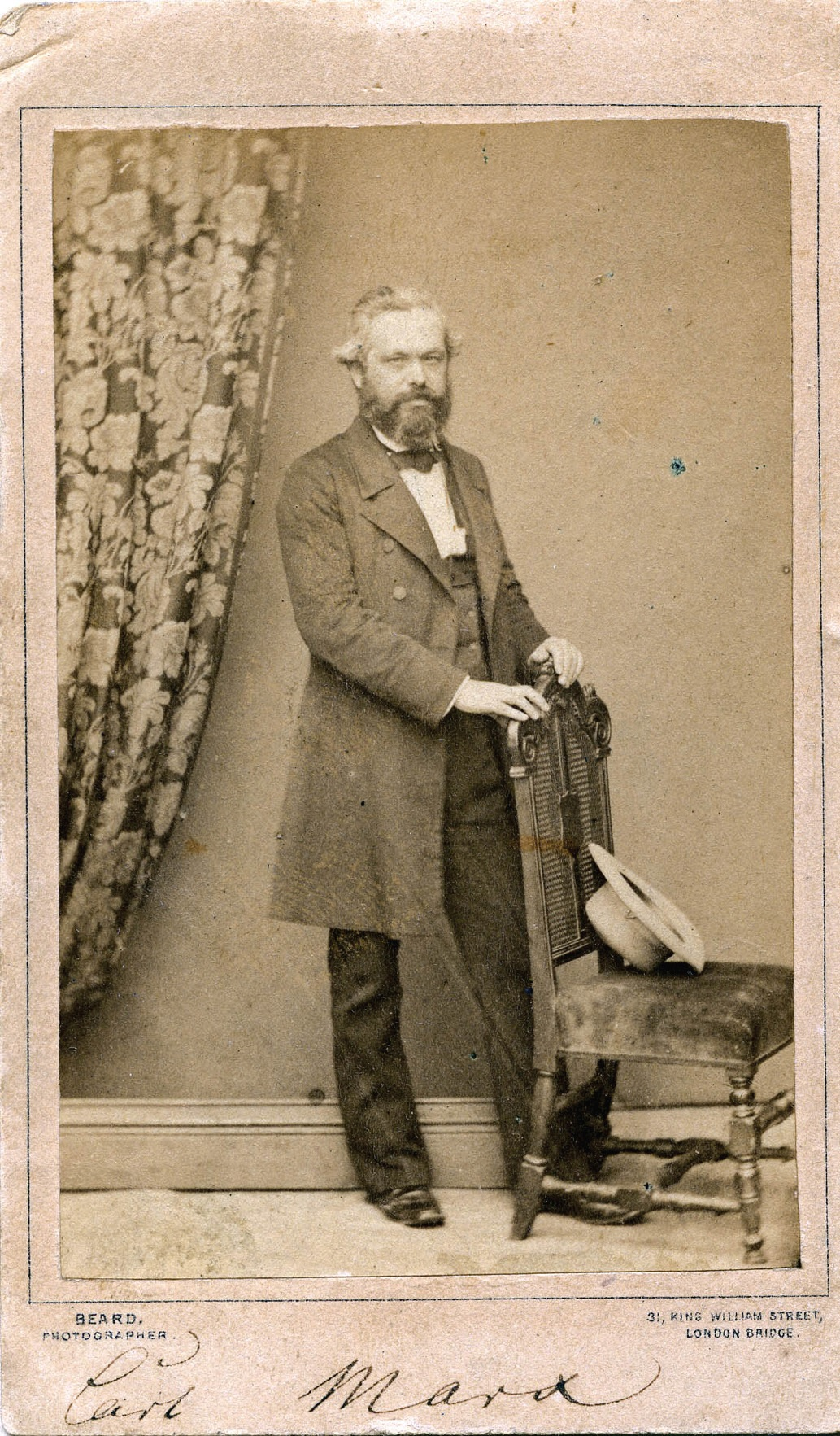
Karl Marx en 1861.

Karl Marx abandonó Alemania tras la represión del periódico que editaba, la Rheinische Zeitung (Gaceta Renana), por parte del gobierno de Prusia a principios de 1843. Desembarcó en París, donde vivió desde octubre de 1843 hasta diciembre de 1845. Fue allí donde conoció a Proudhon, que ya era un conocido escritor radical, con cuatro libros en su haber. A pesar de que se hizo un llamamiento como posible colaborador francés, Proudhon se negó a participar en el desafortunado proyecto Deutsch-Französische Jahrbücher (Anales franco-alemanes) con el que Marx estaba íntimamente asociado.
Aunque el contacto personal entre los dos fue limitado, Marx leyó los escritos de Proudhon en esta época, cuyas discusiones se pueden encontrar en su obra de la época, incluido el libro escrito contra Bruno Bauer, La sagrada familia (1845) y los Manuscritos económicos y filosóficos de 1844. En el libro publicado, Marx apoyó críticamente algunas de las ideas de Proudhon frente a las ideas de Bauer que competían con ellas.
Marx se sintió particularmente atraído por la naturaleza comprensiva de los escritos de Proudhon hasta 1845 y la voluntad de este último de establecer conexiones más grandes a partir de observaciones más pequeñas. En su libro ¿Qué es la propiedad? Proudhon hizo hincapié en las relaciones sociales que emergen de la propiedad privada y en la tendencia del desarrollo económico a producir un proletariado sin propiedad en número cada vez mayor, ideas que Marx encontró convincentes. Sin embargo, los elogios de Marx a Proudhon no eran ilimitados, ya que sentía que Proudhon no comprendía completamente la forma en que el salario y el dinero, por ejemplo, eran en sí mismos formas de propiedad privada.
Marx se vio obligado a abandonar París por el gobierno francés en 1845, con Bruselas, Bélgica, como su próximo destino. A pesar de su partida de Francia, continuó viendo a Proudhon como un potencial colaborador político, pidiéndole en 1846 que participara en un nuevo comité internacional de correspondencia inspirado en la Asociación Educativa de los Trabajadores con sede en Londres, diseñada para propagar las ideas socialistas entre la clase obrera de Europa continental. Proudhon respondió cautelosamente al llamamiento de Marx. Tal vez en parte como consecuencia, Marx y su amigo y socio político Engels, dirigieron sus esfuerzos organizativos a un organismo político establecido, la Liga de los justos.

### Publicación deMiseria de la filosofía
Marx leyó el libro de Proudhon a finales de 1846 y respondió fuerte y negativamente, escribiendo una larga carta a su corresponsal ruso P. V. Annenkov el 28 de diciembre de 1846 con una exposición detallada de sus puntos de vista que se convirtió en el núcleo de su libro de 1847.
Le confieso francamente que el libro me ha parecido, en general, malo, muy malo.
Comenzó a trabajar en una respuesta formal del tamaño de un libro en enero siguiente, completando el trabajo en la primavera y yendo a la imprenta en abril de 1847. El libro, titulado formalmente Miseria de la filosofía: Respuesta a Filosofía de la miseria del señor Proudhon, se imprimió en Bruselas y Bélgica a principios de julio de 1847. El libro fue escrito en francés para dar en el blanco más de cerca y para que el juego de palabras de un título se interpretara de la manera más inequívoca. El libro fue considerado por el círculo político en torno a Marx, organizado como la Liga de los Comunistas, como una parte clave de su programa contemporáneo.
Poco antes de que [Proudhon] apareciese su segunda obra importante, Filosofía de la miseria, etc., me anunció él mismo su próxima publicación en una carta muy detallada, donde, entre otras cosas, me decía lo siguiente: «J'attends votre férule critique» [Espero la férula de su crítica]. En efecto, mi crítica cayó muy pronto sobre él (en mi libro «Miseria de la Filosofía», etc., París, 1847) en tal forma que puso fin para siempre a nuestra amistad.
Sorprendentemente, después de su publicación inicial en 1847, Miseria de la filosofía nunca se volvió a publicar en su totalidad antes de la muerte de Marx en 1883. La primera edición alemana del libro se publicó por primera vez en 1885, traducido por Eduard Bernstein y Karl Kautsky. En ella Friedrich Engels escribió un prólogo donde corrige palabras que no coinciden del todo con la terminología de El Capital. Por ejemplo, "en vez de fuerza de trabajo (Arbeitskraft), en este libro se habla todavía de trabajo (Arbeit) como mercancía, de la compra y venta de trabajo". Engels menciona que la obra refuta las teorías del valor, bonos de trabajo y las acusaciones de plagio del economista prusiano Johann Karl Rodbertus. Además, matiza que las reivindicaciones comunistas de Marx no se basan en argumentos morales, "sino en el desmoronamiento inevitable del modo capitalista de producción, desmoronamiento que adquiere cada día a nuestros ojos proporciones mas vastas".
En 1886 se publicó una traducción al ruso del Grupo para la Emancipación del Trabajo. La segunda edición alemana apareció en 1892 con otro prólogo de Engels a fin de corregir algunas inexactitudes del texto. Una segunda edición francesa corregida materializada en 1896, iniciada por Friedrich Engels y completada después de su muerte por la hija de Marx, Laura Marx.
La primera edición en español fue traducida por José Mesa y Leompart en 1891. Engels escribió positivamente en una carta a Mesa sobre el favorable "efecto en el desarrollo del socialismo en España" que producirá dicha obra frente al "Socialismo burgués de mala ley" presente en las Cortes y periódicos republicanos.
La primera edición en inglés, The Poverty of Philosophy, fue presentada en Londres en 1900 por la pionera editorial marxista Twentieth Century Press.  La traducción de esta edición fue realizada por el socialista británico Harry Quelch. La versión de Quelch fue reproducida en los Estados Unidos por primera vez en 1910 por Charles H. Kerr & Co., una editorial socialista con sede en Chicago.

## Contenido
El tono de la polémica de Marx contra Proudhon se establece desde el principio, con un corte ingenioso en lugar de un prólogo:

"El señor Proudhon tiene la desgracia de verse incomprendido de singular manera en Europa. En Francia se le reconoce el derecho de ser un mal economista, porque tiene fama de ser un buen filósofo alemán. En Alemania se le reconoce el derecho de ser un mal filósofo, porque tiene fama de ser un economista francés de los más fuertes. En nuestra calidad de alemán y de economista a la vez, hemos querido protestar contra este doble error".
— Karl Marx, Bruselas, 15 de junio de 1847

El libro se divide en dos capítulos. En el primero se tratan la teoría del valor, la jornada de trabajo, la moneda, y el excedente de trabajo; en el segundo capítulo se desarrolla la metafísica de la economía política, la división del trabajo, la competencia, el monopolio, la propiedad, la renta, el impuesto al valor agregado y sobre la huelga. En resumen, Marx criticó que "Proudhon no ha ido más allá del ideal del pequeño burgués" (II. cap. 2. §). 
Al final del libro, cita las palabras de George Sand: "El combate o la muerte, la lucha sanguinaria o la nada. Es así como se plantea inexorablemente la cuestión". También cita la teoría de John Gray.

### Antagonismo de clase
En La miseria de la filosofía, Marx expone su teoría de la lucha de clases. "Desde el principio mismo de la civilización, la producción comienza a basarse en el antagonismo de los rangos, de los estamentos, de las clases, y por último, en el antagonismo entre el trabajo acumulado", capital, "y el trabajo directo" (I. cap. 2. §). Los intereses de la burguesía entra en conflicto con la clase proletaria, pero a su vez la burguesía "tienen intereses opuestos y antagónicos por cuanto se contraponen los unos a los otros" (II. cap. 1. § 7). Marx argumenta que al adquirir nuevas fuerzas productivas, las personas cambian su modo de producción, cambiando a su vez sus relaciones sociales.: 30 
Frente a la miseria del capitalismo justificada por los economistas surgieron "los socialistas y los comunistas", que son "los teóricos de la clase proletaria". Pero estos primeros teóricos eran "utopistas que, para mitigar las penurias de las clases oprimidas, improvisan sistemas y andan entregados a la búsqueda de una ciencia regeneradora [...] (N)o ven en la miseria más que la miseria, sin advertir su aspecto revolucionario, destructor, que terminara por derrocar a la vieja sociedad". Es gracias al desenvolvimiento histórico que la ciencia "deja de ser doctrinaria para convertirse en revolucionaria" (II. cap. 1. § 7).

### Valor, oferta y demanda
Proudhon partió de la teoría del valor-trabajo de Adam Smith y David Ricardo, donde el valor de un bien está determinado por el tiempo de trabajo invertido en él. Esto es "la expresión científica de las relaciones económicas de la sociedad actual". Marx señala que en el capitalismo la utilidad o el valor de uso de una mercancía "se determina por las condiciones sociales en que se encuentran los consumidores, y estas condiciones reposan en el antagonismo de clases". Por ello en una sociedad comunista, donde no habrá clases sociales, "el consumo no será ya determinado por el mínimo de tiempo necesario para la producción; al contrario, la cantidad de tiempo que ha de consagrarse a la producción de los diferentes objetos será, determinada por el grado de utilidad social de cada uno de ellos" (I. cap. 2. §).
Respecto al valor de cambio Proudhon defiende la "justa proporción entre la oferta y la demanda", pero en la sociedad industrial actual, regida por "la anarquía de la producción", donde "la oferta se impone sobre la demanda", es a su vez "fuente de tanta miseria" y "fuente de todo progreso". Por eso, o se buscan "las justas proporciones de siglos pasados", lo cual es "reaccionario y utopista"; o se busca "el progreso sin la anarquía", lo cual es necesario "conservar las fuerzas productivas" y rechazar "los cambios individuales" (I. cap. 2. §).
Además, Proudhon confunde "la medida por el tiempo de trabajo necesario para la producción de una mercancía" (es decir, el valor de una mercancía), con "la medida por el valor del trabajo" (el valor de la fuerza de trabajo). Así, según Proudhon, el "trabajo contenido en un producto equivale a la retribución del trabajador", es decir, "confunde los gastos de producción con el salario" (I. cap. 2. §). Véase Plusvalor.

### Vales de trabajo
Marx rechazó esencialmente la idea proudhoniana de los vales de trabajo como alternativa al dinero, especialmente dentro del capitalismo (I. cap. 2. §). Afirmó que el tiempo en sí mismo separado del tiempo de otras personas no es adecuado para medir el valor del trabajo. El valor "se constituye, no por el tiempo necesario para crear un producto dado, sino en proporción a la cantidad de todos los demás productos que pueden ser creados durante el mismo tiempo" (3.§. A.). Según Marx, la introducción de los vales de trabajo crearía una sociedad y una economía perezosas, ya que no habría concurrencia entre empleadores y empleados, por lo que nadie podría decir cuál sería el tiempo óptimo (mínimo) que se necesitaría para producir algo. Por ejemplo, ¿qué pasa si "Pedro" trabaja 12 horas al día, mientras que "Pablo" trabaja solo 6 horas? Esto significa que "Pedro" trabajó 6 horas innecesarias y sus vales de trabajo no valen nada, ya que esto se considera +6 horas, sin mencionar otros factores del trabajo. Para resumir la opinión de Marx en La miseria de la filosofía, el vale de trabajo no es adecuado para crear una nueva sociedad socialista, y la teoría de Proudhon y otros no es más que una apología utópica del sistema capitalista existente. Para Marx, los vales de trabajo no eran una forma de dinero, ya que no podían circular, un problema que señaló con el sistema de notas de tiempo de trabajo de Robert Owen.

### División del trabajo y maquinaria
Proudhon sostenía que la división del trabajo había dado vida a la industria y que esta nació de los antiguos talleres y gremios. Por el contrario Marx rebate que la división del trabajo es posterior a la industria y antagónica con los gremios. La acumulación de capital, "facilitada por el descubrimiento de América y la importación de sus metates preciosos" fueron otros factores importantes para el desarrollo de la industria manufacturera, además del "aumento de las mercancías puestas en circulación desde que el comercio penetró en las Indias Orientales a través del cabo de Buena Esperanza, el régimen colonial y el desarrollo del comercio marítimo". Es decir, fue "la acumulación y la concentración de los instrumentos y de los trabajadores precedió al desarrollo de la división del trabajo en el seno del taller" pero Proudhon "ve las cosas al revés" (II. cap. 2. §).
Similarmente, Marx contraria a Proudhon cuando sostenía que la maquinaria es "las máquinas la antítesis de la división del trabajo" cuando en realidad "es un conjunto de instrumentos de trabajo, y no una combinación de trabajos para el propio obrero". Cada "gran invento en la mecánica es seguido de una mayor división del trabajo". Es por esto que con la revolución industrial proliferó la división del trabajo gracias a la invención de la máquina de vapor  (II. cap. 2. §).

### Competencia
La competencia es considerada por Proudhon como "emulación industrial",  que a su vez es "necesariamente la ganancia". Marx responde que "el objeto inmediato de la emulación industrial es el producto y no el beneficio". Es decir, la competencia es en realidad la "emulación comercial", ya que "la emulación industrial no existe sino con fines comerciales". De hecho, la especulación, "obtener ganancias sin producir", demuestra que la competencia trata de "evitar la necesidad de la emulación industrial" (II. cap. 3. §).

### Huelgas
Proudhon vio a la huelga como un acto coercitivo y rechazó tomar parte en tales actividades. La crítica de Proudhon hacia las huelgas es que resultan en la subida del salario y, en consecuencia, el encarecimiento de los víveres. Marx rechaza tal tesis porque "si todas las ramas de la producción empleasen el mismo número de obreros en relación con el capital fijo [...] un alza general de salarios produciría un descenso general de las ganancias y el precio corriente de las mercancías no sufriría alteración alguna" (II. cap. 5. §).
"[L]a relación entre el trabajo manual y el capital fijo no es la misma en las diferentes ramas de producción, todas las ramas que emplean una masa relativamente mayor de capital fijo y menos obreros se verán forzadas tarde o temprano a bajar el precio de sus mercancías. [...] Por tanto, el alza general de salarios afectaría en menor medida a las ramas que, en comparación con las demás, emplean más máquinas y menos obreros" (véase Composición orgánica del capital). "Pero la elevación de tales o cuales ganancias por encima de la cuota ordinaria sería sólo pasajera, ya que la competencia tiende siempre a nivelar los beneficios. Así, pues, aparte de algunas oscilaciones, un alza general de los salarios traería consigo, no una elevación general de los precios, como dice el señor Proudhon, sino un descenso parcial, es decir, una disminución del precio corriente de las mercancías que se fabrican principalmente con la ayuda de máquinas".
Proudhon también argumenta en contra de las huelgas y coaliciones por ser ilegal, por ir en contra "no solamente el Código penal" (francés de su tiempo), "sino el sistema económico, la necesidad del orden establecido". Marx critica a Proudhon por tomar como necesarias las relaciones de producción burguesas, además de que con el desarrollo de la industria moderna "más son los elementos que suscitan la aparición de las coaliciones" y terminan legalizándose. Pone de ejemplo a Inglaterra, " donde la industria ha alcanzado el más alto grado de desarrollo, existen las coaliciones más vastas y mejor organizadas". La coalición persigue "acabar con la competencia entre los obreros para poder hacer una competencia general a los capitalistas" y "la defensa por los obreros de sus asociaciones frente al capital" (II. cap. 5. §).

## Recepción
Aunque Proudhon nunca respondió públicamente sobre esta obra de Marx, Proudhon la señaló como una «difamación de un doctor Marx» y la rechazó como un «tejido de crueldades, calumnias, falsificaciones y plagio».
El primer traductor al inglés, Harry Quelch, afirmó que la obra contenía "los fundamentos de las teorías tan plenamente elaboradas en El capital, aparte de su análisis exhaustivo del sistema capitalista de producción y distribución" así como la ley del valor. Para argumentar el método para aplicar la dialéctica a la economía política, cita la Ciencia de la Lógica de Hegel.
En 1956, la economista Joan Robinson proclamó en una reseña de una nueva edición británica de La miseria de la filosofía que, desde el punto de vista de la economía moderna, la polémica de Marx con Proudhon era "un caballo muerto" de sólo "interés altamente especializado". Escribió:
"El valor del entretenimiento... no es genial. No hay ingenio en La miseria de la filosofía aparte de su título; las ideas de Proudhon eran bastante confusas desde el principio, y la presentación que Marx hace de ellas las hace totalmente inamovibles, de modo que no hay mucho que hacer al seguir el argumento. De todos modos, para cualquier persona interesada en "Lo que Marx realmente quiso decir", algunos pasajes de este libro son muy valiosos. En cierto modo, guardan la misma relación con el Capital que la Teoría Pura de Marshall con sus Principios. Las ideas que son claras en la versión temprana y corta fueron luego elaboradas en la oscuridad". 
Aunque es un título ampliamente reconocido y reeditado periódicamente, La miseria de la filosofía no se considera una de las obras fundamentales del pensamiento marxista, ejemplificado por su omisión en los dos volúmenes de Karl Marx: Obras escogidas publicadas simultáneamente en varios países en la década de 1930 bajo los auspicios del Instituto Marx-Engels-Lenin de Moscú. De hecho, el libro ha sido calificado por un erudito soviético como "una de las primeras obras del marxismo maduro".
Una nueva traducción de la obra apareció junto con la publicación del Volumen 6 de la publicación conjunta soviético-británico-estadounidense de las Marx/Engels Collected Works en 1975.